# Barry Parkhill
Barry Parkhill (Filadelfia, Pensilvania, 11 de mayo de 1951) es un exjugador y entrenador de baloncesto estadounidense que jugó 3 temporadas en la ABA. Con 1,93 metros de altura, lo hacía en la posición de base.

## Trayectoria deportiva

### Universidad
Jugó durante tres temporadas con los Cavaliers de la Universidad de Virginia, en las que promedió 18,2 puntos, 4,7 asistencias y 4,2 rebotes por partido. En 1972 fue incluido en el segundo quinteto del All-American, además de ser elegido Atleta y Baloncestista del Año de la Atlantic Coast Conference ese mismo año, tras promediar 21,6 puntos por partido. Tiene el récord de su universidad de anotación en un partido, al conseguir 51 puntos ante Baldwin-Wallace.

### Profesional
Fue elegido en la decimoquinta posición del Draft de la NBA de 1973 por Portland Trail Blazers, y también por los Virginia Squires en la segunda ronda del draft de la ABA, eligiendo esta segunda opción. Allí pasó a ser un jugador de banquillo en su primera temporada, mejorando su situación al año siguiente, promediando 7,8 puntos y 2,9 asistencias por partido.
Al año siguiente fue traspasado a los Spirits of St. Louis, donde se disputó con Mike D'Antoni el puesto de segundo base del equipo, acabando la temporada con unas pobres estadísticas de 2,3 puntos y 1,8 asistencias. Al acabar la temporada decidió retirarse, y regresar a la universidad para terminar su carrera.

### Entrenador
En 1977 se convirtió en entrenador asistente del equipo de su universidad, los Virginia Cavaliers, para pasar al año siguiente a ser el asistente de su hermano Bruce en el banquillo de The College of William and Mary, donde tras 5 temporadas se hizo con el puesto de entrenador principal, cargo que ocupó hasta 1987. Posteriormente dirigió una temporada al equipo del Saint Michael's College en Vermont, y finalmente fue asistente de los Navy Midshipmen entre 1990 y 1992. Actualmente ocupa el puesto de Director Asociado para el Desarrollo de Atletas en la Universidad de Virginia.

## Estadísticas de su carrera en la ABA

### Temporada regular
| Temp.   | Edad | Equipo   | Liga | P   | TIT | MIN  | TC  | TCA | %TC  | 3P  | 3PA | %3P  | TL  | TLA | %TL  | R.OF. | R.DEF. | REB | ASIS | ROB | TAP | PER | FP  | PTS |
| 1973-74 | 22   | Virginia | ABA  | 60  |     | 14.5 | 1.9 | 5.2 | .371 | 0.1 | 0.3 | .188 | 0.8 | 1.0 | .820 | 0.2   | 0.9    | 1.1 | 1.6  | 0.5 | 0.2 | 1.3 | 2.5 | 4.7 |
| 1974-75 | 23   | Virginia | ABA  | 78  |     | 24.0 | 3.4 | 8.2 | .417 | 0.0 | 0.1 | .000 | 1.0 | 1.3 | .750 | 0.3   | 1.4    | 1.7 | 2.9  | 0.6 | 0.1 | 2.2 | 2.9 | 7.8 |
| 1975-76 | 24   | St.Louis | ABA  | 35  |     | 10.8 | 1.1 | 2.9 | .370 | 0.0 | 0.3 | .091 | 0.1 | 0.2 | .625 | 0.1   | 0.7    | 0.7 | 1.8  | 0.3 | 0.2 | 0.8 | 1.3 | 2.3 |
| Total   |      |          | ABA  | 173 |     | 18.0 | 2.4 | 6.1 | .399 | 0.0 | 0.2 | .114 | 0.8 | 1.0 | .769 | 0.2   | 1.1    | 1.3 | 2.2  | 0.5 | 0.2 | 1.6 | 2.5 | 5.6 |

### Playoffs
| Temp.   | Edad | Equipo   | Liga | P | MIN | TCA | TC | 3PA | 3P | TLA | TL | R.OF. | REB | ASIS | ROB | TAP | PER | FP | PTS | %TC  | %3P | %FT | MIN | PTS | REB | AST |
| 1973-74 | 22   | Virginia | ABA  | 3 | 9   | 3   | 7  | 0   | 0  | 0   | 0  | 0     | 1   | 2    | 1   | 0   | 0   | 0  | 6   | .429 |     |     | 3.0 | 2.0 | 0.3 | 0.7 |
| Total   |      |          | ABA  | 3 | 9   | 3   | 7  | 0   | 0  | 0   | 0  | 0     | 1   | 2    | 1   | 0   | 0   | 0  | 6   | .429 |     |     | 3.0 | 2.0 | 0.3 | 0.7 |